# École supérieure d'informatique, électronique, automatique
École supérieure d'informatique, électronique, automatique er et fransk ingeniør-institut tilknyttet Conférence des grandes écoles.
Instituttet blev oprettet i 1958 (École supérieure d'applications électroniques et automatismes) i 1973 (École supérieure d'informatique, électronique, automatique) og har i dag omkring 1000 studerende. Dens campus ligger ved siden af den for Institut polytechnique des sciences avancées.